# HMS Galatea (1914)
El HMS Galatea fue un crucero ligero de la Clase Arethusa que navegó bajo la bandera de la Royal Navy.

## Construcción y botadura
Botado el 14 de mayo de 1914, fue construido en los astilleros ‘’William Beardmore and Company’’, de Reino Unido, y alistado en diciembre de 1914.

## Historia operacional
Tras su alistamiento fue asignado como conductor de flotilla o buque insignia del 2º Escuadrón de Destructores de la Fuerza Harwich, patrullando la entrada oriental del Canal de la Mancha.
El 4 de mayo de 1916, tomó parte en el derribo del Zepelín L 7.
En la Batalla de Jutlandia, el Galatea fue el buque insignia del 1.er Escuadrón de Cruceros Ligeros, bajo el mando del Comodoro Edwyn Alexander-Sinclair.  El crucero ligero fue el primer buque en informar de la presencia de buques alemanes en la zona, iniciando la batalla.
El Galatea fue también el primero en recibir un impacto del crucero ligero alemán SMS Elbing, aunque el proyectil no explotó.
El Galatea formaba parte de la pantalla de buques de observación que navegaba alrededor de la Fuerza de Cruceros de Batalla del Almirante David Beatty, la cual estaba realizando un barrido a través del Mar del Norte, ese 31 de mayo de 1916.
El crucero ligero fue enviado, junto a su gemelo HMS Phaeton, a investigar un buque mercante parado, el danés N J Fiord. Al mismo tiempo, dos destructores alemanes, el B-109 y el B-110, de los grupos de escolta de los cruceros de batalla del Almirante Franz von Hipper, fueron enviados para investigar el buque parado.
Las dos flotas no supieron que habían estado navegando a menos de 50 millas (80 km) una de otra.

## Baja
El Galatea fue vendido para su desguace, el 25 de octubre de 1921.

### Buques de la clase
• HMS Arethusa
• HMS Aurora
• HMS Inconstant 
• HMS Penelope
• HMS Phaeton
• HMS Royalist
• HMS Undaunted